# Anastasia (emperatriz)
Anastasia (en griego antiguo: Ἀναστασία, Constantinopla, c. 650 - fallecida después del 711) fue una emperatriz bizantina consorte por su matrimonio con el emperador Constantino IV.

## Biografía
No se conocen muchos datos biográficos sobre su persona hasta la subida al trono de su marido Constantino. Su hijo mayor, Justiniano II, nació en el año 668, lo que situaría su nacimiento muy probablemente a principios de los años 650. Una tradición presumiblemente apócrifa, transmitida por Constantino VII en el libro De Administrando Imperio, afirma que dio a luz a Justiniano en la isla de Chipre. Según Teófanes el Confesor y Nicéforo de Constantinopla Justiniano habría nacido en 668 o tal vez el 669. Anastasia habría tenido otro hijo de nombre Heraclio.
Cuando Constantino murió con sólo 35 años debido a la disentería, en el año 685, le sobrevivieron Anastasia y sus hijos. Justo antes de morir, había enviado al papa Benedicto II cuando accedió al papado, unos rizos del pelo de Justiniano y de Heraclio como signo de buena voluntad.
Con solo 17 años, Justiniano sucedió a su padre en el trono de Bizancio. Su primera parte del reinado (685-695) comenzó con buenas perspectivas. Debido a las victorias de su padre Constantino IV, las fronteras orientales del Imperio eran estables y el califa Abd al-Malik pagaba un tributo al emperador. Justiniano II logró que los omeyas aumentaran el valor del tributo que le pagaban, así como recuperar parte del control de Chipre. Por otro lado acordó con el Califato omeya el reparto de los ingresos procedentes de las provincias de Armenia e Iberia. No obstante, la expansión territorial obligaba a una revisión de la financiación del imperio, necesitando conseguir más dinero para las campañas. Ello llevó a autorizar a Esteban el Persa, supervisor de sus obras, designado logoteta general, encargado del ministerio fiscal, a recoger más dinero utilizando todos los medios disponibles.
Teófanes el Confesor afirma que utilizó la tortura y otros castigos corporales sistemáticamente para intentar recaudar los fondos necesarios. Nicéforo, por su parte, llegó a decir que flageló a Anastasia en el año 693 o 694, aprovechando que Justiniano estaba ausente, lo que la hizo poner en contra del valido de su hijo. El aumento de la fiscalidad y los métodos de cobro utilizados hicieron que Justiniano II fuera cada vez más impopular. Fue depuesto tras un golpe de Estado dirigido por Leoncio en el año 695. Se desconoce la residencia y el estatus Anastasia durante los reinados de Leoncio (695-698) y Tiberio III (698-705). Su hijo Justiniano II recuperó el trono en 705 y reinó hasta el 711. Justiniano se casó dos veces, la primera con Eudoxia y la segunda con Teodora de Jazaria, con la que tuvo un hijo, Tiberio.
Finalmente, Justiniano II sería derrocado por una revuelta del estratega Filípico Bardanes que lo capturó y ejecutó ante las puertas de Constantinopla. Anastasia trató de proteger la vida de Tiberio, su nieto de seis años. Llevó al niño a la antigua basílica de Santa María, muy cerca de la residencia real del Palacio de Blanquerna. Los soldados de Filípico persiguieron a Anastasia, Teodora y al pequeño Tiberio hasta el recinto. Anastasia suplicó a los hombres que no mataran a su nieto, pero el joven fue arrancado por la fuerza del altar y ejecutado, a pesar de sus protestas. Teófanes el Confesor describe al niño cogido en la mesa del altar y a su madre en la puerta de rodillas ante los esbirros, y como después Tiberio fue degollado en el borde de la próxima muralla de la ciudad.
Ante los hechos históricos, se desconoce si Teodora y Anastasia sobrevivieron a ese episodio. Simón Metafraste dice que fue enterrada en la iglesia de los Santos Apóstoles de Constantinopla.